# Paulo Futre
Jorge Paulo dos Santos Futre (Montijo, 28 febbraio 1966) è un dirigente sportivo ed ex calciatore portoghese, di ruolo attaccante.
Nominato per due anni consecutivi calciatore portoghese dell'anno (1986-1987), è stato inserito per tre volte nella lista del Pallone d'oro arrivando a ricoprire nel 1987 la seconda posizione alle spalle di Ruud Gullit.
Divenne noto principalmente con le maglie del Porto e dell'Atletico Madrid, vincendo a livello internazionale con la società portoghese la Coppa dei Campioni 1986-1987.

## Biografia
Anche il figlio Fábio e i nipoti Artur, Cláudio e André sono calciatori.

## Caratteristiche tecniche
Ala di piede mancino talentuosa ed estrosa, si distingueva per accelerazione, qualità tecniche, abilità nel dribbling. Dotato di buon senso del gol, era un calciatore versatile, adattabile al ruolo di seconda punta o centrocampista offensivo, come avvenuto in Italia. Malgrado il grande talento mostrato in età giovanile, negli anni successivi è stato penalizzato da numerosi infortuni, che ne hanno pesantemente condizionato la carriera fino a indurlo a un precoce ritiro dall'attività agonistica all'età di 32 anni.

## Carriera

### Giocatore

#### Club

##### Portogallo, Spagna e Francia
Inizia a giocare all'età di nove anni con lo Sporting Lisbona, con cui esordisce in prima squadra diciassettenne nel 1983-1984. Nel 1984, anche a causa di incomprensioni con la dirigenza dello Sporting, si trasferisce al Porto, con cui gioca tre stagioni e ottiene diversi titoli: due campionati, due coppe nazionali e una Coppa dei Campioni (1986-1987). In questo periodo viene inoltre nominato miglior giocatore nel campionato portoghese per due volte. Il trionfo nella massima competizione europea gli vale il secondo posto nella classifica del Pallone d'oro 1987, alle spalle di Ruud Gullit.
Nel 1987 si sposta all'Atlético Madrid e debutta nella prima divisione spagnola il 30 agosto 1987, in occasione della partita Atlético Madrid-Sabadell terminata 1-0. Pur condizionato da malanni fisici, trascorrerà sei stagioni con l'Atlético Madrid, vestendone la fascia di capitano, vincendo due Coppe del Re e ottenendo un secondo posto in campionato.
Lascia gli iberici nel 1993 per trasferirsi al Benfica, dove gioca la restante parte della stagione 1992-1993 per poi accasarsi, nell'annata seguente, ai francesi dell'Olympique Marsiglia.

##### Italia
Nel 1993-1994 viene acquistato dalla Reggiana. Al suo esordio in Serie A, contro la Cremonese il 21 novembre 1993, Futre segna e poi si infortuna al ginocchio (a seguito di un intervento del difensore Alessandro Pedroni, punito con l'espulsione) riportando la rottura del tendine rotuleo: l'infortunio lo costringe a chiudere anzitempo la stagione con una sola presenza all'attivo (quella appunto della partita d'esordio). L'anno successivo, sempre nelle file della Reggiana, raccoglie 12 presenze e 4 reti in campionato, ma la squadra retrocede in Serie B.

Futre in azione con la maglia della Reggiana nel 1994

L'anno dopo approda al Milan di Fabio Capello, ma non viene quasi mai utilizzato a causa di svariati infortuni che lo mettono fuori gioco per quasi tutta la stagione. Alla fine giocherà solo una partita in maglia rossonera, all'ultima giornata contro la Cremonese, partita che il Milan (a fine stagione campione d'Italia) vincerà per 7-1. Futre sarà sostituito da Roberto Baggio al 79'.

##### Inghilterra, Spagna e Giappone
Non avrà fortuna nel suo successivo passaggio agli inglesi del West Ham Utd (stagione 1996-97), al suo ritorno all'Atlético Madrid (1997-98) e infine nell'approdo alla J-League giapponese con la maglia degli Yokohama Flügels (1998). Si ritirò così all'età di 32 anni.

#### Nazionale
Con la nazionale portoghese conta 41 partite e 6 reti dal 1983 al 1995, con esordio all'età di 17 anni e 204 giorni, contro la Finlandia in una partita di qualificazione al campionato d'Europa 1984: è diventato in quella circostanza il più giovane debuttante con la selezione lusitana. Ha partecipato al campionato del mondo 1986.

### Dirigente
Dal 2000 al 2003 ha svolto l'incarico di direttore sportivo dell'Atlético Madrid.

## Statistiche

### Presenze e reti nei club
Statistiche aggiornate al termine della carriera da calciatore.
| Stagione               | Squadra                | Campionato             | Campionato | Campionato | Coppe nazionali | Coppe nazionali | Coppe nazionali | Coppe continentali | Coppe continentali | Coppe continentali | Altre coppe | Altre coppe | Altre coppe | Totale | Totale |
| Stagione               | Squadra                | Comp                   | Pres       | Reti       | Comp            | Pres            | Reti            | Comp               | Pres               | Reti               | Comp        | Pres        | Reti        | Pres   | Reti   |
| ---------------------- | ---------------------- | ---------------------- | ---------- | ---------- | --------------- | --------------- | --------------- | ------------------ | ------------------ | ------------------ | ----------- | ----------- | ----------- | ------ | ------ |
| 1983-1984              | Sporting Lisbona       | PD                     | 21         | 3          | CP              | 5               | 0               | CU                 | 3                  | 0                  | -           | -           | -           | 29     | 3      |
| 1984-1985              | Porto                  | PD                     | 30         | 6          | CP              | 7               | 2               | CdC                | 2                  | 1                  | SP          | 4           | 1           | 43     | 10     |
| 1985-1986              | Porto                  | PD                     | 26         | 7          | CP              | 4               | 1               | CC                 | 3                  | 0                  | SP          | 2           | 0           | 35     | 8      |
| 1986-1987              | Porto                  | PD                     | 25         | 10         | CP              | 4               | 1               | CC                 | 9                  | 2                  | SP          | 2           | 2           | 40     | 15     |
| Totale Porto           | Totale Porto           | Totale Porto           | 81         | 23         |                 | 15              | 4               |                    | 14                 | 3                  |             | 8           | 3           | 118    | 33     |
| 1987-1988              | Atlético Madrid        | PD                     | 35         | 8          | CR              | 4               | 1               | CU                 | 0                  | 0                  | -           | -           | -           | 39     | 9      |
| 1988-1989              | Atlético Madrid        | PD                     | 28         | 5          | CR              | 7               | 0               | CU                 | 2                  | 1                  | -           | -           | -           | 37     | 6      |
| 1989-1990              | Atlético Madrid        | PD                     | 27         | 10         | CR              | 2               | 0               | CU                 | 2                  | 0                  | -           | -           | -           | 31     | 10     |
| 1990-1991              | Atlético Madrid        | PD                     | 26         | 3          | CR              | 6               | 1               | CU                 | 2                  | 0                  | -           | -           | -           | 34     | 4      |
| 1991-1992              | Atlético Madrid        | PD                     | 31         | 6          | CR              | 6               | 5               | CdC                | 6                  | 5                  | SS          | 0           | 0           | 43     | 16     |
| 1992-1993              | Atlético Madrid        | PD                     | 16         | 6          | CR              | 0               | 0               | CdC                | 3                  | 1                  | SS          | 2           | 0           | 21     | 7      |
| 1992-1993              | Benfica                | PD                     | 11         | 3          | CP              | 2               | 2               | CU                 | 0                  | 0                  | SP          | 0           | 0           | 13     | 5      |
| 1993-1994              | Marsiglia              | D1                     | 8          | 2          | CF              | 0               | 0               | -                  | -                  | -                  | -           | -           | -           | 8      | 2      |
| 1993-1994              | Reggiana               | A                      | 1          | 1          | CI              | 0               | 0               | -                  | -                  | -                  | -           | -           | -           | 1      | 1      |
| 1994-1995              | Reggiana               | A                      | 12         | 4          | CI              | 1               | 0               | -                  | -                  | -                  | -           | -           | -           | 13     | 4      |
| Totale Reggiana        | Totale Reggiana        | Totale Reggiana        | 13         | 5          |                 | 1               | 0               |                    |                    |                    |             | -           | -           | 14     | 5      |
| 1995-1996              | Milan                  | A                      | 1          | 0          | CI              | 0               | 0               | CU                 | 0                  | 0                  | -           | -           | -           | 1      | 0      |
| 1996-1997              | West Ham United        | PL                     | 9          | 0          | FACup+CdL       | 0+0             | 0+0             | -                  | -                  | -                  | -           | -           | -           | 9      | 0      |
| 1997-1998              | Atlético Madrid        | PD                     | 10         | 0          | CR              | 0               | 0               | CU                 | 0                  | 0                  | -           | -           | -           | 10     | 0      |
| Totale Atlético Madrid | Totale Atlético Madrid | Totale Atlético Madrid | 173        | 38         |                 | 25              | 7               |                    | 15                 | 7                  |             | 2           | 0           | 215    | 52     |
| 1998                   | Yokohama Flügels       | JL                     | 13         | 3          | CI+JLC          | 0+3             | 0+0             | -                  | -                  | -                  | -           | -           | -           | 16     | 3      |
| Totale carriera        | Totale carriera        | Totale carriera        | 330        | 77         |                 | 51              | 12              |                    | 32                 | 10                 |             | 10          | 3           | 423    | 103    |

### Cronologia presenze e reti in nazionale
| Cronologia completa delle presenze e delle reti in nazionale ― Portogallo | Cronologia completa delle presenze e delle reti in nazionale ― Portogallo | Cronologia completa delle presenze e delle reti in nazionale ― Portogallo | Cronologia completa delle presenze e delle reti in nazionale ― Portogallo | Cronologia completa delle presenze e delle reti in nazionale ― Portogallo | Cronologia completa delle presenze e delle reti in nazionale ― Portogallo | Cronologia completa delle presenze e delle reti in nazionale ― Portogallo | Cronologia completa delle presenze e delle reti in nazionale ― Portogallo |
| Data                                                                      | Città                                                                     | In casa                                                                   | Risultato                                                                 | Ospiti                                                                    | Competizione                                                              | Reti                                                                      | Note                                                                      |
| ------------------------------------------------------------------------- | ------------------------------------------------------------------------- | ------------------------------------------------------------------------- | ------------------------------------------------------------------------- | ------------------------------------------------------------------------- | ------------------------------------------------------------------------- | ------------------------------------------------------------------------- | ------------------------------------------------------------------------- |
| 22-9-1983                                                                 | Helsinki                                                                  | Finlandia                                                                 | 0 – 2                                                                     | Portogallo                                                                | Qual. Euro 1984                                                           | -                                                                         |                                                                           |
| 5-9-1984                                                                  | Sofia                                                                     | Bulgaria                                                                  | 0 – 1                                                                     | Portogallo                                                                | Amichevole                                                                | -                                                                         |                                                                           |
| 12-9-1984                                                                 | Stoccolma                                                                 | Svezia                                                                    | 0 – 1                                                                     | Portogallo                                                                | Qual. Mondiali 1986                                                       | -                                                                         |                                                                           |
| 14-10-1984                                                                | Porto                                                                     | Portogallo                                                                | 2 – 1                                                                     | Cecoslovacchia                                                            | Qual. Mondiali 1986                                                       | -                                                                         |                                                                           |
| 14-11-1984                                                                | Lisbona                                                                   | Portogallo                                                                | 1 – 3                                                                     | Svezia                                                                    | Qual. Mondiali 1986                                                       | -                                                                         |                                                                           |
| 30-1-1985                                                                 | Bucarest                                                                  | Romania                                                                   | 3 – 2                                                                     | Portogallo                                                                | Amichevole                                                                | -                                                                         |                                                                           |
| 10-2-1985                                                                 | Ta' Qali                                                                  | Malta                                                                     | 1 – 3                                                                     | Portogallo                                                                | Qual. Mondiali 1986                                                       | -                                                                         |                                                                           |
| 24-2-1985                                                                 | Lisbona                                                                   | Portogallo                                                                | 1 – 2                                                                     | Germania Ovest                                                            | Qual. Mondiali 1986                                                       | -                                                                         |                                                                           |
| 25-9-1985                                                                 | Praga                                                                     | Cecoslovacchia                                                            | 1 – 0                                                                     | Portogallo                                                                | Qual. Mondiali 1986                                                       | -                                                                         |                                                                           |
| 22-1-1986                                                                 | Dublino                                                                   | Irlanda                                                                   | 1 – 1                                                                     | Portogallo                                                                | Amichevole                                                                | -                                                                         |                                                                           |
| 3-6-1986                                                                  | Monterrey                                                                 | Portogallo                                                                | 1 – 0                                                                     | Inghilterra                                                               | Mondiali 1986 - 1º turno                                                  | -                                                                         |                                                                           |
| 7-6-1986                                                                  | San Nicolás de los Garza                                                  | Polonia                                                                   | 1 – 0                                                                     | Portogallo                                                                | Mondiali 1986 - 1º turno                                                  | -                                                                         |                                                                           |
| 11-6-1986                                                                 | Guadalajara                                                               | Portogallo                                                                | 1 – 3                                                                     | Marocco                                                                   | Mondiali 1986 - 1º turno                                                  | -                                                                         |                                                                           |
| 23-9-1987                                                                 | Solna                                                                     | Svezia                                                                    | 0 – 1                                                                     | Portogallo                                                                | Qual. Euro 1988                                                           | -                                                                         |                                                                           |
| 11-11-1987                                                                | Coimbra                                                                   | Portogallo                                                                | 0 – 0                                                                     | Svizzera                                                                  | Qual. Euro 1988                                                           | -                                                                         |                                                                           |
| 16-11-1988                                                                | Porto                                                                     | Portogallo                                                                | 1 – 0                                                                     | Lussemburgo                                                               | Qual. Mondiali 1990                                                       | -                                                                         |                                                                           |
| 15-2-1989                                                                 | Funchal                                                                   | Portogallo                                                                | 1 – 1                                                                     | Belgio                                                                    | Qual. Mondiali 1990                                                       | -                                                                         |                                                                           |
| 6-9-1989                                                                  | Bruxelles                                                                 | Belgio                                                                    | 3 – 0                                                                     | Portogallo                                                                | Qual. Mondiali 1990                                                       | -                                                                         |                                                                           |
| 20-9-1989                                                                 | Neuchâtel                                                                 | Svizzera                                                                  | 1 – 2                                                                     | Portogallo                                                                | Qual. Mondiali 1990                                                       | 1                                                                         |                                                                           |
| 6-10-1989                                                                 | Praga                                                                     | Cecoslovacchia                                                            | 2 – 1                                                                     | Portogallo                                                                | Qual. Mondiali 1990                                                       | -                                                                         |                                                                           |
| 19-12-1990                                                                | Maia                                                                      | Portogallo                                                                | 1 – 0                                                                     | Stati Uniti                                                               | Amichevole                                                                | -                                                                         |                                                                           |
| 16-1-1991                                                                 | Castellón de la Plana                                                     | Spagna                                                                    | 1 – 1                                                                     | Portogallo                                                                | Amichevole                                                                | -                                                                         |                                                                           |
| 23-1-1991                                                                 | Amarousio                                                                 | Grecia                                                                    | 3 – 2                                                                     | Portogallo                                                                | Qual. Euro 1992                                                           | 1                                                                         |                                                                           |
| 9-2-1991                                                                  | Ta' Qali                                                                  | Malta                                                                     | 0 – 1                                                                     | Portogallo                                                                | Qual. Euro 1992                                                           | 1                                                                         |                                                                           |
| 20-2-1991                                                                 | Porto                                                                     | Portogallo                                                                | 5 – 0                                                                     | Malta                                                                     | Qual. Euro 1992                                                           | 1                                                                         |                                                                           |
| 4-9-1991                                                                  | Viseu                                                                     | Portogallo                                                                | 1 – 1                                                                     | Austria                                                                   | Amichevole                                                                | -                                                                         |                                                                           |
| 11-9-1991                                                                 | Lisbona                                                                   | Portogallo                                                                | 1 – 0                                                                     | Finlandia                                                                 | Qual. Euro 1992                                                           | -                                                                         |                                                                           |
| 12-10-1991                                                                | Lussemburgo                                                               | Lussemburgo                                                               | 1 – 1                                                                     | Portogallo                                                                | Amichevole                                                                | -                                                                         |                                                                           |
| 16-10-1991                                                                | Rotterdam                                                                 | Paesi Bassi                                                               | 1 – 0                                                                     | Portogallo                                                                | Qual. Euro 1992                                                           | -                                                                         |                                                                           |
| 15-1-1992                                                                 | Torres Novas                                                              | Portogallo                                                                | 0 – 0                                                                     | Spagna                                                                    | Amichevole                                                                | -                                                                         |                                                                           |
| 2-9-1992                                                                  | Vienna                                                                    | Austria                                                                   | 1 – 1                                                                     | Portogallo                                                                | Amichevole                                                                | -                                                                         |                                                                           |
| 14-10-1992                                                                | Glasgow                                                                   | Scozia                                                                    | 0 – 0                                                                     | Portogallo                                                                | Qual. Mondiali 1994                                                       | -                                                                         |                                                                           |
| 10-2-1993                                                                 | Loulé                                                                     | Portogallo                                                                | 1 – 1                                                                     | Norvegia                                                                  | Amichevole                                                                | -                                                                         |                                                                           |
| 24-2-1993                                                                 | Porto                                                                     | Portogallo                                                                | 1 – 3                                                                     | Italia                                                                    | Qual. Mondiali 1994                                                       | -                                                                         |                                                                           |
| 31-3-1993                                                                 | Zurigo                                                                    | Svizzera                                                                  | 1 – 1                                                                     | Portogallo                                                                | Qual. Mondiali 1994                                                       | -                                                                         | cap.                                                                      |
| 28-4-1993                                                                 | Lisbona                                                                   | Portogallo                                                                | 5 – 0                                                                     | Scozia                                                                    | Qual. Mondiali 1994                                                       | 1                                                                         | cap.                                                                      |
| 5-9-1993                                                                  | Tallinn                                                                   | Estonia                                                                   | 0 – 2                                                                     | Portogallo                                                                | Qual. Mondiali 1994                                                       | -                                                                         | cap.                                                                      |
| 13-10-1993                                                                | Porto                                                                     | Portogallo                                                                | 1 – 0                                                                     | Svizzera                                                                  | Qual. Mondiali 1994                                                       | -                                                                         |                                                                           |
| 10-11-1993                                                                | Porto                                                                     | Portogallo                                                                | 3 – 0                                                                     | Estonia                                                                   | Qual. Mondiali 1994                                                       | 1                                                                         | cap.                                                                      |
| 17-11-1993                                                                | Milano                                                                    | Italia                                                                    | 1 – 0                                                                     | Portogallo                                                                | Qual. Mondiali 1994                                                       | -                                                                         |                                                                           |
| 3-6-1995                                                                  | Lisbona                                                                   | Portogallo                                                                | 3 – 2                                                                     | Lettonia                                                                  | Amichevole                                                                | -                                                                         |                                                                           |
| Totale                                                                    |                                                                           | Presenze                                                                  | 41                                                                        |                                                                           | Reti                                                                      | 6                                                                         |                                                                           |

## Palmarès

### Club

#### Competizioni nazionali
- Campionato portoghese: 2

Porto: 1984-1985, 1985-1986
- Supercoppa di Portogallo: 2

Porto: 1984, 1986
- Coppa di Spagna: 2

Atlético Madrid: 1990-1991, 1991-1992
- Coppa di Portogallo: 1

Benfica: 1992-1993
- Campionato italiano: 1

Milan: 1995-1996

#### Competizioni internazionali
- Coppa dei Campioni: 1

Porto: 1986-1987

### Individuale
- Calciatore portoghese dell'anno: 2

1986, 1987